# Сойерс, Чарльз
Чарльз Сойерс (англ. Charles L. Sawyers; род. 26 января 1959, Нашвилл, США) — американский учёный. Труды в основном посвящены онкологии. Лауреат многих престижных премий.

## Карьера
Получил степень бакалавра в Принстонском университете, затем получил степень доктора медицины в Университете Джонса Хопкинса. Получил известность как исследователь хронического миелоидного лейкоза и разработчик лекарств.

## Награды
Среди наград:
- 2009 — Премия Ласкера — Дебейки за клинические медицинские исследования
- 2011 — Stanley J. Korsmeyer Award[нем.]
- 2013 — Премия за прорыв в области медицины
- 2014 — BBVA Foundation Frontiers of Knowledge Awards
- 2017 — Премия Шееле.

Является членом Национальной академии наук США и Американской академии искусств и наук.